# Dvorac Pidhirci
Dvorac Pidhirci je rezidencijalni dvorac-tvrđava u selu Pidhirci u Lavovskoj oblasti zapadne Ukrajine, a smješten je 80 kilometara istočno od Lavova. Izgradio ga je Guillaume Le Vasseur de Beauplan između 1635. i 1640. Danas je dio Nacionalne umjetničke galerije u Lavovu.